# Karangtunggal
Karangtunggal is een bestuurslaag in het regentschap Bandung van de provincie West-Java, Indonesië. Karangtunggal telt 4940 inwoners (volkstelling 2010).